# Watatakalu Yawalapiti
 (février 2024).
Watatakalu Yawalapiti est une militante indigène brésilienne, défenseur de l'Amazonie, de la culture indienne et des droits des femmes. Elle est la chef des Yawalapiti, l'une des seize tribus du peuple Xingu, qui vivent dans l'État du Mato Grosso, au nord-est du pays, dans le sud de l'Amazonie.
Elle devrait prendre la relève du cacique Raoni dans la représentation des peuples indigènes d'Amazonie sur la scène internationale.

## Biographie
Née en 1980, Watatakalu est la fille de Pirakumã, chef de la tribu Yawalapiti et ancien membre de la Fondation nationale des Indiens, décédé vers 2015, qui l'a initiée à la politique. Sa mère est Yamoni, chamane de la tribu Mehinako, décédée en 2021 de Covid-19. Parlant couramment le portugais et cinq langues locales, elle a étudié - cas rare pour une fille - dans une école blanche de Canarana, malgré l'opposition d'une partie de sa famille. À l'âge de 15 ans, elle a été mariée de force selon les coutumes de son peuple, une alliance dont elle est parvenue à s'échapper trois ans plus tard sans avoir été consommée. En 2002, elle adopte un petit garçon rejeté par la communauté parce que sa mère est célibataire. En 2005, elle épouse Ianukulá Kaiabi Suiá, avec qui elle a deux enfants
Vers l'âge de 18 ans, elle commence à militer pour des causes environnementales et féministes. Son combat est de préserver la culture des Indiens d'Amazonie, débarrassée de pratiques qu'elle juge sexistes.
D'abord locale - elle est devenue chef du peuple Yawalapiti et a œuvré à la protection de son village du Haut Xingu contre les incendies et les exploitations minières et forestières illégales, ou a inauguré la Maison des femmes dans le village de Kisêdje pour s'opposer au pouvoir masculin séculaire1 - son influence s'est peu à peu étendue au niveau national brésilien. Elle a participé à l'organisation du premier grand rassemblement du mouvement des femmes indigènes du Xingu, qui s'est tenu dans le Mato Grosso en mai 2019. Elle fait partie des femmes amérindiennes mobilisées face à la crise de l'épidémie de Covid-19, active dans la coordination des luttes.
Au Brésil, elle fonde l'Articulation nationale des femmes indigènes guerrières d'ascendance (ANMIGA), association qui contribue à propulser Sônia Guajajara dans le gouvernement de Lula en 2023 en tant que ministre des peuples indigènes, et Joenia Wapichana à la présidence de la Fondation nationale de l'Indien.
Elle apparaît sur la scène internationale, notamment lors de la COP27. En 2023, elle entre dans le cercle jusqu'alors dominé par les hommes des bras droits du cacique Raoni et est pressentie pour lui succéder.
Watatakalu participe à une tournée internationale des chefs autochtones du Xingu en Amazonie Brésilienne. La délégation était composée des chefs Raoni, Tapi, Bemoro, Yabuti et bien évidement Watatakalu.
Accompagné du Président de L’Asocciation pour la Forêt Vièrge, Robert Dardanne, ainsi que de son équipe ; durant cette tournée Watatakalu est allé à la rencontre des présidents et acteurs publics de chaque ville et pays dans lesquels la tournée s’est arrêtée. Toujours dans le cadre de cette tournée, en mai 2023, Watatakalu fait la rencontre du Président Portugais Marcelo Rebelo de Sousa lors d’un cocktail et diner de Gala animé par Ana Rita Clara. Dans la foulée, une rencontre avec le Président de la république Allemande Frank-Walter Steinmeier a lieu au château de Bellevue.  En France, elle va faire la rencontre une somme d'acteurs publics comme Cyrils Dion lors d'un évènement avec le groupe Accor et Brune Poirson (directrice développement durable du groupe); elle va ensuite rencontrer le président de la république Française, Emanuel Macron en Juin 2023 à Paris. 
Fin 2023, elle est invitée aux Etats-Unis afin d'animer une conférence au sein de l'école de renom international, Harvard Business school.   

## Opposition à Ysani Kalapalo, "l'Indien de Bolsonaro"
Ysani Kalapalo est présentée par Jair Bolsonaro comme la représentante quasi-officielle des peuples indigènes du Brésil. Ses détracteurs estiment que celle qu'ils surnomment "l'Indienne de Bolsonaro" et qui se qualifie d'"Indienne de droite" ou d'"indigène du XXIe siècle" est loin d'être l'une des grandes voix de la cause mais n'est en réalité qu'une youtubeur de profession. Sur sa chaîne, suivie en octobre 2019 par 292 000 personnes, Ysani vante les vertus de Bolsonaro, promeut l'agriculture en Amazonie et s'en prend à Raoni, sa cible préférée.
A son sujet, Watatakalu a déclaré au Monde : "Ysani n'a aucune légitimité pour nous représenter ou parler en notre nom. C'est une pourriture, elle n'est intéressée que par l'argent et la célébrité, et elle utilise l'image du Xingu à son profit. C'est de la folie. Et c'est très triste. ". Réitérant son soutien au chef kayapo Raoni, elle déclare : "Raoni reste notre chef. Il est tout sauf une figure du passé. Il était un exemple hier, il est un exemple aujourd'hui et il restera un exemple demain pour mes enfants".

## Reconnaissance
Le 3 mars 2020, elle reçoit le prix "Voice of the Voiceless" à Louvain-la-Neuve, en Belgique, des mains de Christiane de Wan, présidente du Collectif des femmes[réf. souhaitée].